# Karel Elebaers
Karel Elebaers (Antwerpen, 27 augustus 1880 - Herentals, 24 juli 1961) was een Belgische godsdienstleraar, aalmoezenier, kanselredenaar, criticus en essayist. 

## Leven
Karel Elebaers werd geboren in Antwerpen op 27 augustus 1880 als zoon van Henri Elears, een welgesteld bankier, en van Scholastica Vloeberghs. Hij groeide op met 2 zussen en 3 broers en was een leerling aan het Sint-Romboutscollege in Mechelen. Op 3 januari 1903 werd hij niet alleen tot priester gewijd, maar promoveerde ook in wijsbegeerte en letteren te Leuven. Tussen 1906 tot 1912 was hij leraar aan het Sint-Jan Berchmanscollege (Antwerpen) in poësis en retorica. Door Désiré-Joseph Mercier werd hij overgeplaatst naar het college van Herentals, waar hij tussen 1912 en 1928 het voorbeeld van Hugo Verriest volgde om de totaliteit van de leerling te ontwikkelen door ruime en klassieke vorming. 
Tijdens de Eerste Wereldoorlog leefde Elebaers bij de soldaten in de loopgraven. Hij was tevens lid van de IJzerstichting en had een goede relatie met Cyriel Verschaeve. In 1919 werd er een poging gedaan om Elebaers voor te stellen als hoogleraar aan de Universiteit Leuven, maar dit werd geweigerd. Hij bleef een gevierd kanselredenaar met zijn sobere maar bezielende doctrine in een keurige en innemende klassieke stijl. Zijn radio-uitzendingen waren ook zeer gegeerd, zeker zijn advent-causeries. In 1928, nadat Elebaers geen aanbieding had gekregen om directeur te worden van het college van Herentals, werd hij aangenomen als godsdienstleraar aan de Rijksmiddelbare jongensschool in Laken. In 1945 ging hij uiteindelijk met pensioen en vestigde zich in Herentals, waar hij in 1961 stierf.

## Werken
Een aantal van zijn werken zijn:
- Besprekingen in: 
  - Dietsche Warande en Belfort
    - Waaronder: "De Vlaamsche Letteren aan den IJzer, Dicht en Proza"

  - Ons geloof
  - Onze Jeugd
  - Boekengids
  - Ons Volk, De Vlaamse Linie
  - De Standaard, in de rubriek "Geest en Kultuur"
  - Nova et Vetera
    - Waaronder: Antroon van de Velde, verteller voor de jeugd en romanschrijver
- Lief en Leed, 1919.
- Na de Storm, 1920.
- De Kathersistheorie bij Plutarchus, 1921.
- Vroomheid, Vreugde, Vrede, voor het Davidsfonds, 1927.
- Levensverscheurdheid, Levensharmonie, Levensjubel, 1927.
- Cyriel Verschaeve, Brussel, 1935.
- Kunst- en levensproblemen, Antwerpen, 1938.
- De romankunst van Gerard Walschap, 1942.
- Over den Heiligen Geest en zijne gaven, 1942.
- Antoon Coolen, Diest, 1944.
- Kerk en kunst, 1946.
- "In memoriam" M.E. Belpaire: toespraak 17 oct. 1948, 1948.
- Égole funèbre des officiers et soldates belges morts pour la défense de la partie et du droit.
- Verzameld werk, Brugge, 1955-1961.